# Cédula de población
La Cédula de población fue un edicto de 1783 del representante del Rey de España,
José de Gálvez, abriendo Trinidad a la inmigración desde, principalmente, las islas Caribe francés. Negociado por Phillipe Rose Roume de Saint-Laurant, una figura clave en la historia colonial de Trinidad, El edicto consta de 28 artículos que rigen varias formas de concesión de tierras para fomentar el crecimiento de la población, la naturalización de los habitantes, los impuestos, el armamento de los propietarios de esclavos, el deber y la función de una milicia para proteger la isla, y los problemas comerciales y mercantiles..

## Historia
El edicto de 1783 invitó a personas de cualquier género y de la fe católica a Trinidad que jurarían lealtad a la Corona española para recibir asignaciones de tierra en tamaños dependiendo de su raza y herencia. Específicamente, otorgó 32 acres (0,1 km²) de tierra a cada católico que se estableció en Trinidad y la mitad de cada esclavo que trajeron. Se ofrecieron 16 acres (65,000 m²) a cada Persona de color libre, o  gens de couleur libre , como se les conoció más tarde, y la mitad tanto por cada esclavo que pusieron en Trinidad El efecto de la  cédula fue inmediato, ya que lo que había sido una pequeña colonia de 1000 personas en 1773 había crecido a 18,627 habitantes en 1797.
Los españoles que estaban en posesión de la isla, contribuyeron poco a los avances, con El Dorado como foco, Trinidad fue perfecta debido a su ubicación geográfica. Los plantadores franceses con sus esclavos, personas libres de color y mulatos de las islas vecinas de Granada, Martinica, Guadalupe y Dominica emigraron a Trinidad durante la Revolución Francesa. Los españoles también dieron muchos incentivos para atraer a los colonos a la isla, incluida la exención de impuestos durante diez años y las concesiones de tierras de acuerdo con los términos establecidos en la Cédula. Estos nuevos inmigrantes establecen comunidades locales de Blanchisseuse, Champs Fleurs, Cascade, Carenage y Laventille. La población de Trinidad aumentó de poco menos de 1,400 en 1777, a más de 15,000 a fines de 1789.
Tras la captura de Trinidad por los británicos en 1797, la Cédula de Población se convirtió en un documento primordial que establecía el estatus legal de las personas de color libres en Trinidad en la declaración de capitulación. En particular, protegía su "" libertad, personas y bienes como otros habitantes  ". en la colonia de la Corona británica.
De esta migración masiva se creó la identidad general de los grupos que habitan la isla tales como los afro-trinitarios, patois, cocoa panyols y mestizos. Uno de los beneficiarios más famosos de esta política poblacional fue el francés Charles Joseph de Lopinot así como muchos connacionales provenientes de las antillas francesas.